# Svenska mästerskapet i bandy 1911
Svenska mästerskapet i bandy 1911 avgjordes genom att IFK Uppsala vann mot Djurgårdens IF med 6-0 i finalmatchen på Studenternas IP i Uppsala den 5 mars 1911.

## Matcher

### Kvartsfinaler
- IFK Gefle-IFK Uppsala 0-15
- IFK Norrköping-IK City 7-1
- AIK-IFK Stockholm 6-3
- Djurgårdens IF-Sjökrigsskolans IF 7-2

### Semifinaler
- Djurgårdens IF-AIK 5-2
- IFK Uppsala-IFK Norrköping; IFK Norrköping lämnade walk over.

### Final
- 5 mars 1911: IFK Uppsala-Djurgårdens IF 6-0 (Studenternas IP, Uppsala)

## Svenska mästarna
Mall:IFK Uppsala Bandy 1911

### Fotnoter
1. ↑  Erik Jonsson. ”1907–1919”. Svenska Bandyförbundet. https://www.svenskbandy.se/BANDYFINALEN/HISTORIK/Svenskamastare/Herrar/1907-1919/. Läst 1 september 2011.